# ルムンバ (カクテル)

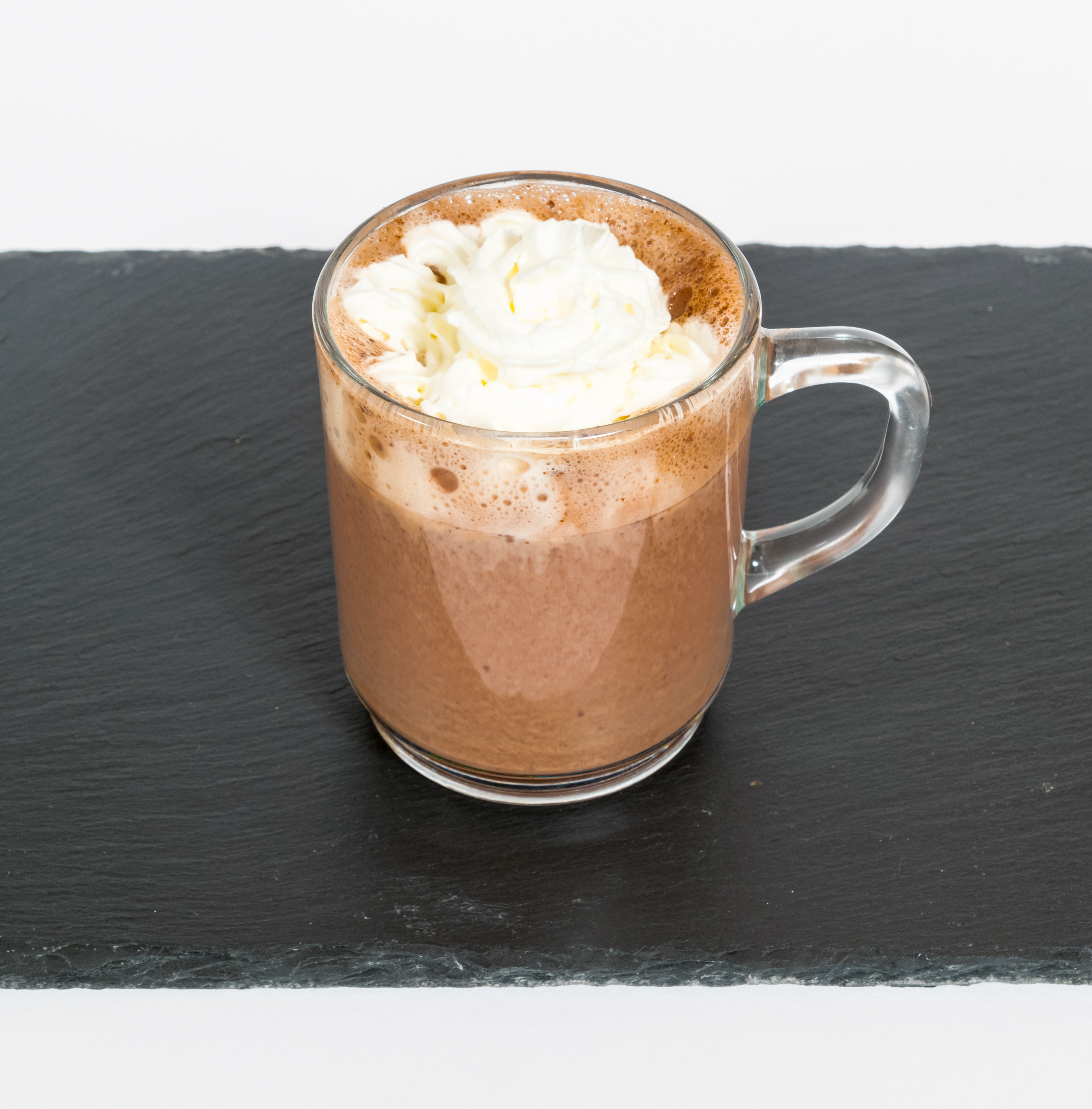
ルムンバの例

ルムンバ（Lumumba）は、ココア、ラム酒で作るカクテル。
同じカクテルされるトート・タンテ（ドイツ語: Tote Tante、デンマーク語: Død tante）についても、本項で述べる。

## 概要
ドイツでは祭りの屋台でも販売されるポピュラーなカクテルであり、ココアをラム酒で割ったものである。
ココアはホットでもアイスでも使用され、ホットココアで作るとホットカクテルになる。また、ホイップクリームが加えられることもある。ラム酒をブランデーやアマレットに換えることもある。
このカクテルは、ドイツ北部、特に北フリースラント、オランダ、デンマークでは、トート・タンテと呼ばれている。

## ルムンバ
ルムンバの名称は、コンゴ共和国（旧ベルギー領コンゴ、後のコンゴ民主共和国）のパトリス・ルムンバに由来するとされる。
コンゴ共和国の初代大統領となったパトリス・ルムンバを讃える目的で命名されたとする説や、ココアの強い甘さやアルコールの強さといった飲みものとしてのインパクトの強さがルムンバ大統領を彷彿させるという説がある。
ルムンバは左翼内の連帯の意味合いと関連していたと言われている。一方、ジャーナリストのJulian Mayrは、名前の由来を不明としているが、ルムンバの名称を人種差別的なものとしてとらえて批判する人もいる。

## トート・タンテ
トート・タンテを日本語に直訳した場合は「死んだおばさん」となる。
この名称については、以下のような伝承が語られている。
フェール島からアメリカ合衆国へ移民した女性が亡くなったが、故郷のフェール島に葬られることを望んだが、遺族はとても貧しかったため女性の遺体をココアの箱に入れられてフェール島に送った。
クリスチャン・コッホが2016年に刊行した犯罪小説『Dreimal Tote Tante』にトート・タンテが登場する。